# Playa de los Cárabos
La playa de los Cárabos está situada en la Ciudad Autónoma de Melilla, España. Posee una longitud de alrededor de 300 metros y un ancho promedio de 100 metros. Recibe su nombre por los cárabos, pequeñas embarcaciones pesqueras rifeñas de pesca, con los que trasladaban víveres y objetos para venderlos.
Estaba ocupada por barracas hasta que entre noviembre de 1926 y febrero de 1927 fueron derribadas debido a la alta posibilidad de que fueran destruidas por los temporales.